# 太陽になりたい (TAMTAMの曲)
『太陽になりたい』は、1996年9月21日に発売されたTAMTAMの5枚目のシングル。発売元はファンハウス。

## 概要
- ファンハウス移籍後2枚目のシングル
- ハウス食品「完熟トマトのハヤシライスソース」CMソング。商品に合う曲として1日で書きあげた。[1]
- テレビ東京系『ようこそ!ペットの国』エンディングテーマ
- プロモーションビデオの撮影は竹富島で行われた。

## 収録曲
1. 太陽になりたい
  - 作詞：TAMTAM 作曲：TAMTAM 編曲:TAMTAM

ハウス食品「完熟トマトのハヤシライスソース」CMソング
2. Secret Line
  - 作詞：TAMTAM 作曲：TAMTAM 編曲:TAMTAM・前嶋康明
3. 太陽になりたい（オリジナルカラオケ）